# 莫龙 (莫尔比昂省)
莫龙（法語：Mauron，法語發音：[moʁɔ̃]）是法国莫尔比昂省的一个市镇，属于瓦讷区。

## 地理
莫龙（48°4'56"N, 2°17'9"W）面积67.23 平方千米，位于法国布列塔尼大區莫尔比昂省，该省份为法国西北部沿海省份，位于布列塔尼半岛南部，北起阿摩尔滨海省、西接菲尼斯泰尔省，南濒大西洋，东南接大西洋卢瓦尔省，东临伊勒-维莱讷省。
与莫龙接壤的市镇（或旧市镇、城区）包括：伊利福、加埃勒、圣莱里、孔科雷、潘蓬、伊韦勒河畔内昂、洛亚、吉利耶、圣布里厄德莫龙。

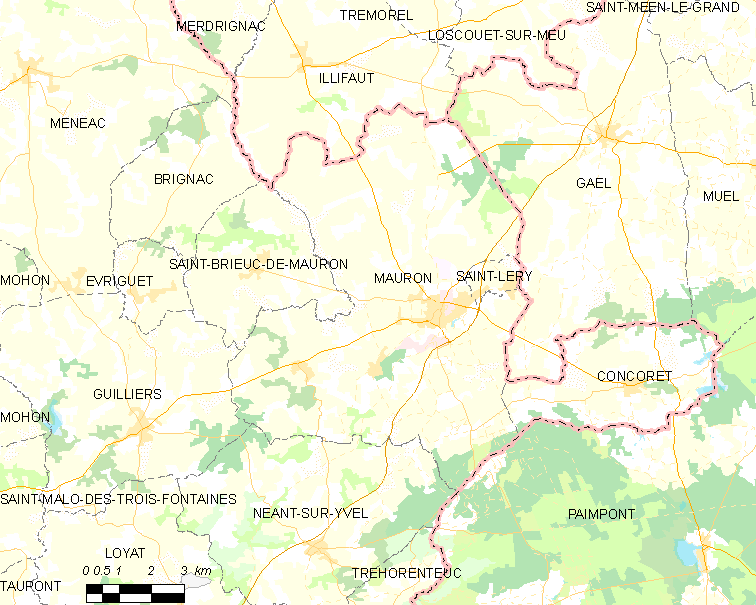
的OSM定位图

莫龙的时区为UTC+01:00、UTC+02:00（夏令时）。

## 行政
莫龙的邮政编码为56430，INSEE市镇编码为56127。

## 政治
莫龙所属的省级选区为普洛埃梅勒县。

## 人口

1962-2008年间人口变化图示

莫龙于2022年1月1日时的人口数量为3169人。